# Linnaemya persimilis
Linnaemya persimilis là một loài ruồi trong họ Tachinidae.